# Acranthera
Acranthera – rodzaj roślin z rodziny marzanowatych (Rubiaceae). Obejmuje 39 gatunków występujących na Półwyspie Indochińskim i Archipelagu Malajskim, zwłaszcza na Borneo.

## Morfologia
Rośliny zielne i półkrzewy słabo rozgałęzione lub nierozgałęzione. Liście naprzeciwległe, często gęsto skupione na końcach pędów. Kwiaty obupłciowe wyrastają zwykle pojedynczo, czasem w niewielkich skupieniach na końcach pędów. Kielich wraz z zalążnią zwykle wydłużony. Korona zielona, biała, niebieska do purpurowej, dzwonkowata lub lejkowata, z czterema lub pięcioma ząbkami płatków. Pręcików pięć. Zalążnia jednokomorowa z wieloma zalążkami, zwieńczona pojedynczym słupkiem. Owoc zwykle mięsisty, jajowaty do wydłużonego, czasem skręcony śrubowato.

## Systematyka
Pozycja według APweb (aktualizowany system APG III z 2009)
Przedstawiciel rodziny marzanowatych (Rubiaceae) należącej do rzędu goryczkowców (Gentianales) reprezentującego dwuliścienne właściwe.
Wykaz gatunków
- Acranthera abbreviata Valeton
- Acranthera anamallica Bedd.
- Acranthera athroophlebia Bremek.
- Acranthera atropella Stapf
- Acranthera aurantiaca Valeton ex Bremek.
- Acranthera axilliflora Valeton
- Acranthera bullata Merr.
- Acranthera capitata Valeton
- Acranthera ceylanica Arn. ex Meisn.
- Acranthera didymocarpa (Ridl.) K.M.Wong
- Acranthera endertii Bremek.
- Acranthera frutescens Valeton
- Acranthera grandiflora Bedd.
- Acranthera hallieri Valeton
- Acranthera hirtostipula Valeton
- Acranthera involucrata Valeton
- Acranthera johannis-winkleri Merr.
- Acranthera lanceolata Valeton
- Acranthera longipes Merr.
- Acranthera longipetiolata Merr. ex Bremek.
- Acranthera maculata Valeton
- Acranthera megaphylla Bremek.
- Acranthera monantha Valeton
- Acranthera nieuwenhuisii Valeton ex Bremek.
- Acranthera ophiorhizoides Valeton
- Acranthera parviflora Valeton
- Acranthera philippensis Merr.
- Acranthera ruttenii Bremek.
- Acranthera salmonea Bremek.
- Acranthera siamensis (Kerr) Bremek.
- Acranthera siliquosa Bremek.
- Acranthera simalurensis Bremek.
- Acranthera sinensis C.Y.Wu
- Acranthera strigosa Valeton
- Acranthera tomentosa R.Br. ex Hook.f.
- Acranthera variegata Merr.
- Acranthera velutinervia Bremek.
- Acranthera virescens (Ridl.) ined.
- Acranthera yatesii Merr.